# Wailiang
Wailiang is een bestuurslaag in het regentschap West-Soemba van de provincie Oost-Nusa Tenggara, Indonesië. Wailiang telt 4514 inwoners (volkstelling 2010).